# Phineas y Ferb (videojuego)
Phineas y Ferb es un videojuego para Nintendo DS publicado por Disney Interactive Studios basado en la serie animada de mismo título. El juego fue lanzado en Estados Unidos el 3 de febrero de 2009, mientras que su lanzamiento en Reino Unido fue el 23 de febrero del mismo año.
La trama del juego es similar a la de la serie animada, el jugador controla a Phineas Flynn y a su hermanastro Ferb Fletcher. Estos recogen materiales a través de escenarios plataformas. Como reto añadido, deberán evitar a su hermana Candace. 
El juego fue aparentemente independiente a los creadores de la serie, Dan Povenmire y Jeff "Swampy" Marsh. Ambos tenían poca o ninguna información sobre el juego hasta su lanzamiento.

## Juego
El juego permite al jugador para controlar a los personajes principales, Phineas y Ferb, e ir a varias ubicaciones distintas. A lo largo del juego, los dos buscarán y recopilarán materiales para construir máquinas e inventos nuevos. 
El juego cuenta con siete niveles. Como el jugador recopila las herramientas esenciales y objetivos, deberán evitar a su hermana, Candace, que quiere tratar en meterlos en problemas. Candace puso a través de la valla en la parte superior pantalla, mientras una barra encima de sus notas de la distancia que ella es "acabando con" ellos a través de porcentaje. No, esto se ve sin embargo, mientras que el jugador es construyendo el dispositivo. X, Y, L, R, seleccione y es designado por una campanada. 
Los controles del juego son simples, básica teclas normales para la mayoría de los juegos de DS. Para mover, el jugador utiliza la plataforma de control, mientras que los botones "A" y "B" se utilizan para saltar y ejecución. 
El juego también incluye un juego de mini intermedios, con Perry el ornitorrinco combates y frustrados los malvados planes del Dr. Heinz Doofenshmirtz.

## Parcela
El juego de cada uno, siete niveles individuales se basan en un episodio de la serie de televisión.Disney Interactive Studios consiste en la primera etapa del juego Phineas y Ferb comenzando sus planes para construir una gigante montaña rusa. Phineas es principalmente en su dúo realmente encontrar y reunir las herramientas y objetos necesarios para ello, mientras que Ferb se utiliza principalmente en realidad utilizar cada dispositivo. Ambos deben evitar a su hermana, Candace, como ella es persistente en su deseo de atraparlos y obtenerlos en problemas con su mamá. 

## Desarrollo
El juego fue inspirado por el clasificado serie  Phineas y Ferb,  que fue creado por Dan Povenmire y Jeff "Swampy" Marsh. La serie fue inspirado por la juventud de Povenmire creciendo cada día en Mobile, Alabama, donde su madre le animó a salir y hacer proyectos. Conoció y trabó amistad con Marsh mientras trabajo en  Los Simpson,  más tarde pasa con él a trabajar en  La Vida moderna de Rocko,  donde crearon inicialmente la serie. Años más tarde, los dos lo lanzaron su serie en Disney Channel. 
El juego en sí mismo fue publicado mi Disney Interactive Studios, Altron, un desarrollador de videojuegos privada de la república del Japón y editor, desarrolló tanto el juego. 
 Phineas y Ferb  hace uso de un programa conocido como DGamer, que permite al jugador para conectarse a una comunidad en línea a través de la conexión de Nintendo Wi-Fi. Fue un gran impresión ser parte de la comercialización del juego durante la versión y aparentemente fue una pieza clave al desarrollo. 

## Lanzamiento y recepción
El juego fue lanzado el 3 de febrero de 2009, en Estados Unidos. En el Reino Unido se dio el lanzamiento veinte días. Australia lo lanzó el 10 de septiembre, 2009. En América del Norte, el juego fue calificado por el ESRB como nivel "E".
Los exámenes de juegos han sido generalmente positivos. Las valoraciones de un 76.67 % de aprobación, basado en un reparto de promedio de Rankings o calificaciones. Entre ellos se incluyen ocho de cada diez y setenta y ocho de uno cientos. GameTrailers le da un 1.0 debido a la falta de revisiones reales, aunque el tráiler Europeo ocupa un promedio de 4.1. Así lo pone como número 5,420 fuera de los juegos totales de 8,005, mientras que es 860 de la total 932 de juegos de DS.